# Гріх Мадлон Клоде
«Гріх Мадлон Клоде» (англ. The Sin of Madelon Claudet) — американська драма режисера Едгара Селвіна 1931 року.

## Сюжет
Французькій провінціалці Мадлон страшенно не щастить на чоловіків. Артист Ларрі, зробив їй дитину і втік, а Карло, професійний злодій, що спеціалізується на діамантах, намагаючись допомогти їй був змушений здійснити самогубство, щоб його не зловила поліція. Однак вони схопили саму Мадлон, яка була співучасницею Карло, так що тепер їй у в'язниці доводиться красти та іншими витонченими методами заробляти на навчання свого сина, який навіть не знає, де насправді знаходиться його мати…

## У ролях
- Гелен Гейс — Мадлон Клоде
- Льюїс Стоун — Карло Боретті
- Ніл Гемілтон — Ларрі Мейнард
- Кліфф Едвардс — Віктор Лебо
- Джин Гершолт — доктор Дюлак
- Марі Прево — Розалі Лебо
- Роберт Янг — доктор Лоуренс Клоде
- Карен Морлі — Еліс Клоде
- Чарльз Віннінгер — М. Новелла / фотограф
- Алан Гейл — Г'юберт
- Геллівелл Гоббс — Роджет / дворецький Боретті
- Леннокс Полі — Фелікс Сен-Жак
- Расс Пауелл — мосьє Клоде